# Kaiserstuhl (Baden)

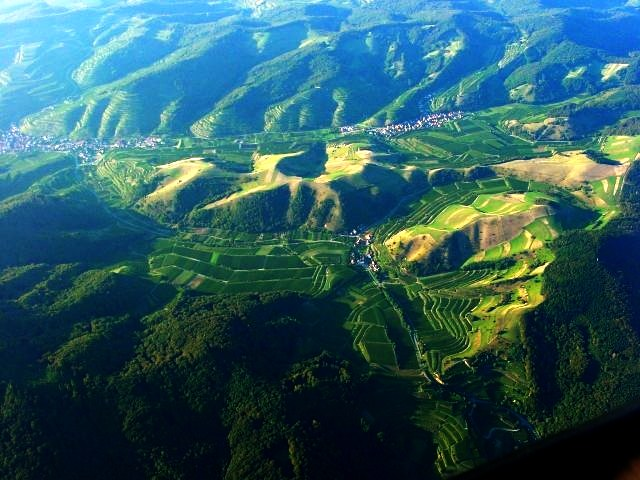
Kaiserstuhl vedere aeriană

Kaiserstuhl (Tronul împăratului) este un munte de origine vulcanică cu altitudinea de 557 m deasupra n.m. din categoria Mittelgebirge, care este situat în partea de sud-vest a landului Baden-Württemberg, Germania.

## Geografie
Kaiserstuhl are o înălțime medie de 355 m, se află situat în sudul regiunii Baden, la nord-vest de Freiburg im Breisgau și la est de Rin în „Depresiunea cursului superior al Rinului” (Oberrheinische Tiefebene).
Pe direcția de sud-vest între localitățile Ihringen și Riegel am Kaiserstuhl, munții au o lungime de 16 km și o lățimea maximă de 12,5 km.
Vârfurile mai importante sunt: Totenkopf (557 m), Eichelspitze (520 m) și Katharinenberg (492 m). Parcul național din regiunea centrală munților se află localitatea Vogtsburg im Kaiserstuhl. Regiunea parcului are o floră specifică cu orhidee montane, oferă căi amenajate de drumeție cu peisaje frumoase.

## Galerie de imagini

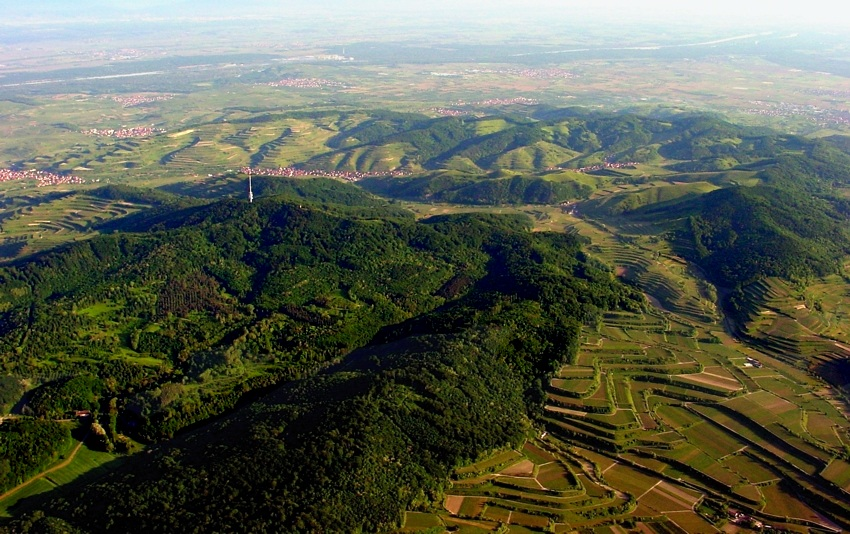
Vedere aeriană Kaiserstuhl
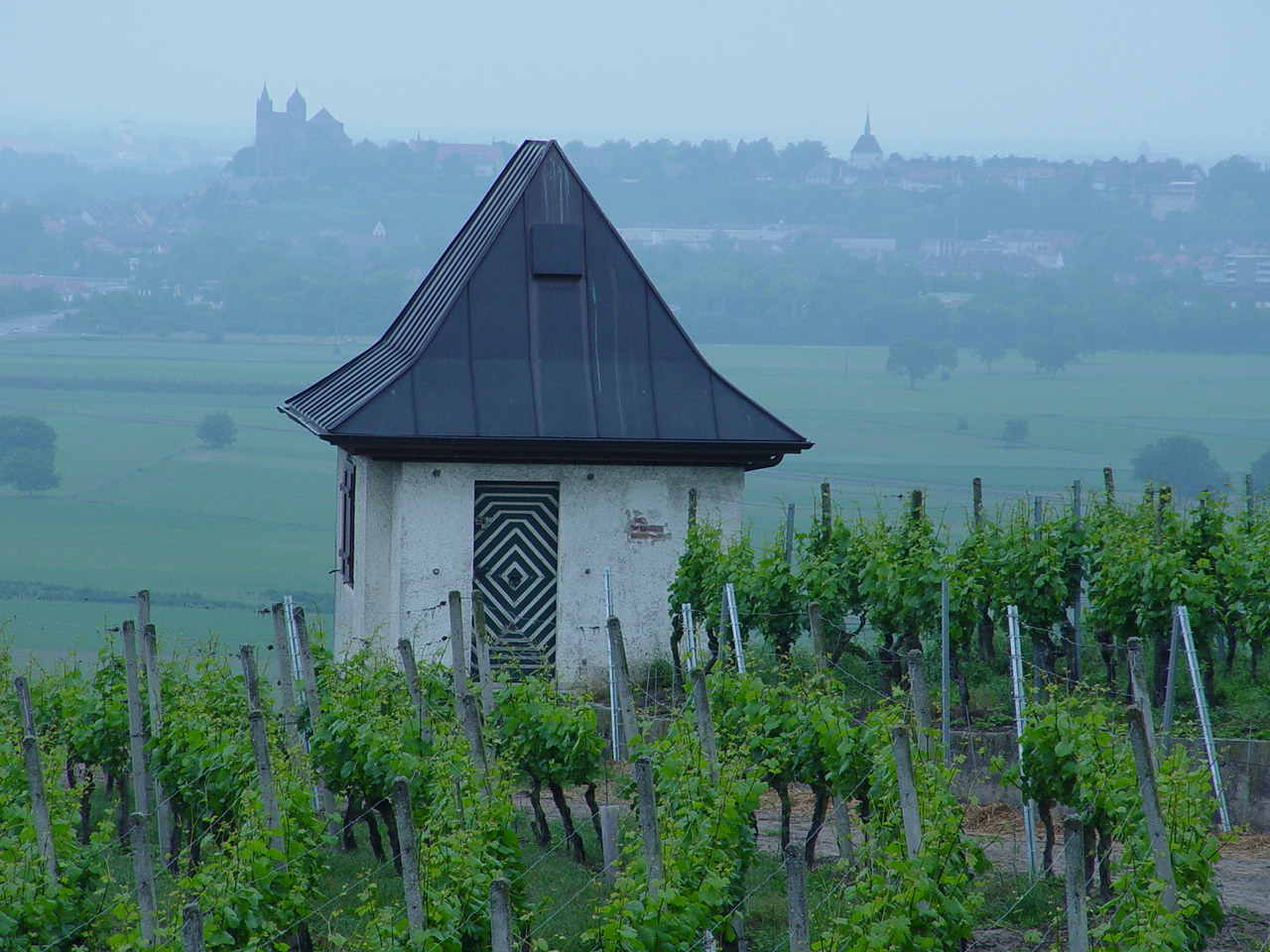
Kaiserstuhl spre Breisach am Rhein
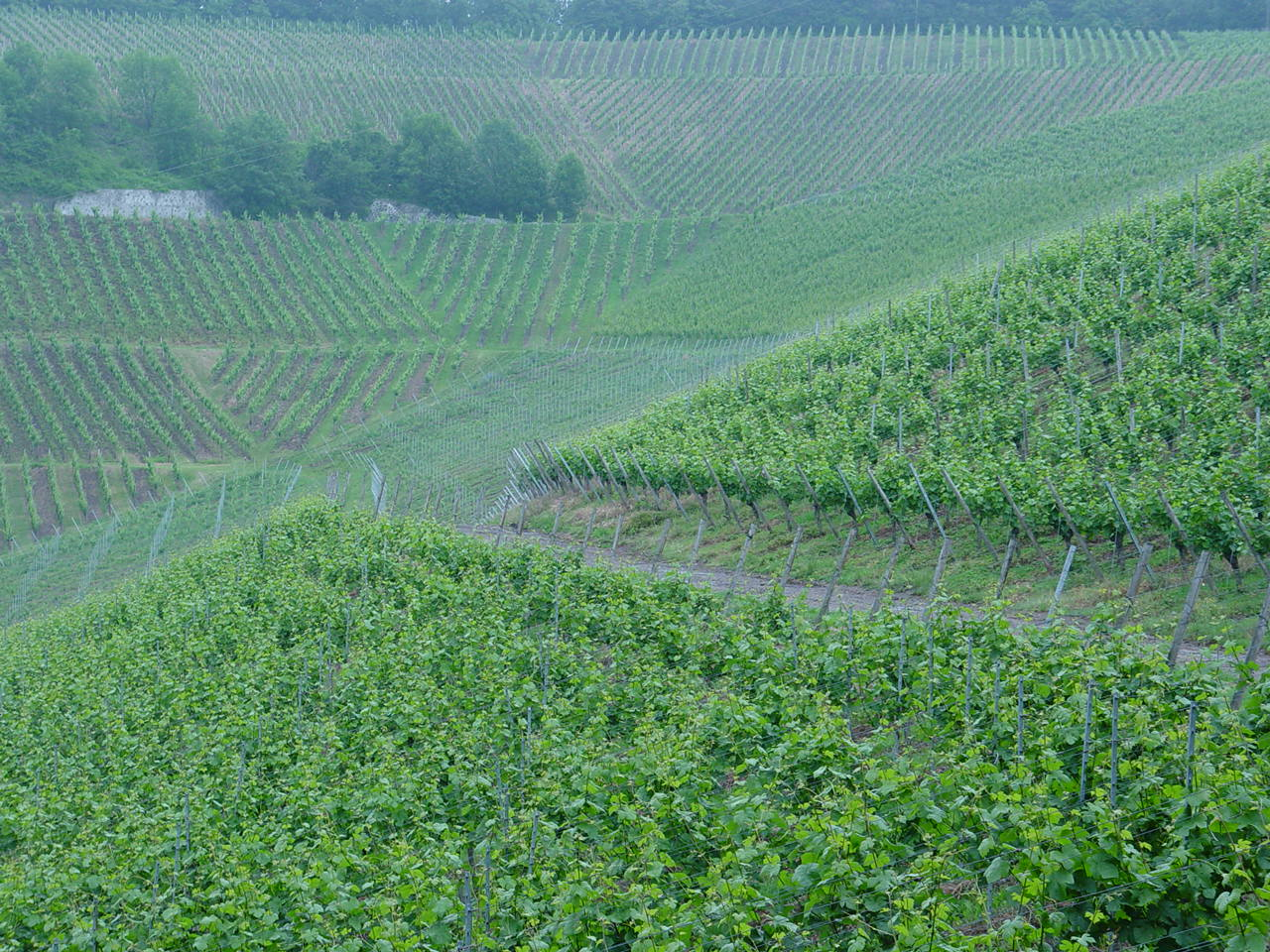
Cultură de viţă de vie